# Diboran
Diboran är en kemisk förening bestående av bor och väte. Vid rumstemperatur är den en färglös gas med kväljande sötaktig lukt. Diboran blandar sig lätt med luft och bildar en explosiv blandning. I fuktig luft kan blandningen spontandetonera.

## Molekylstruktur
Diboranmolekylen består av två boratomer med vardera två väteatomer med normala kovalent bindningar samt två väteatomer mellan boratomerna. De sistnämnda två väteatomerna och boratomerna har en valenselektron var, tillsammans fyra elektroner, som skapar en cirkulär bindning liknande den som finns i aromatiska kolväten.

## Framställning
Industriell framställning sker genom reduktion av bortrifluorid eller bortriklorid med en annan metallhydrid:
{\displaystyle {\rm {2\ BF_{3}+6\ NaH\rightarrow B_{2}H_{6}+6\ NaF}}}
{\displaystyle {\rm {4\ BCl_{3}+3\ LiAlH_{4}\rightarrow 2\ B_{2}H_{6}+3\ LiAlCl_{4}}}}
För småskalig framställning för laboratoriebruk så är oxidation av borhydridsalt en lämpligare metod:
{\displaystyle {\rm {2\ NaBH_{4}+I_{2}\rightarrow 2\ NaI+B_{2}H_{6}+H_{2}}}}

## Användning
Diboran används som raketbränsle, vulkaniseringsmedel för gummi samt som katalysator för polymerisation av kolväten. Det är också ett mellansteg vid tillverkning av kemiskt ren bor för dopning av halvledare.